# Station Scheveningen

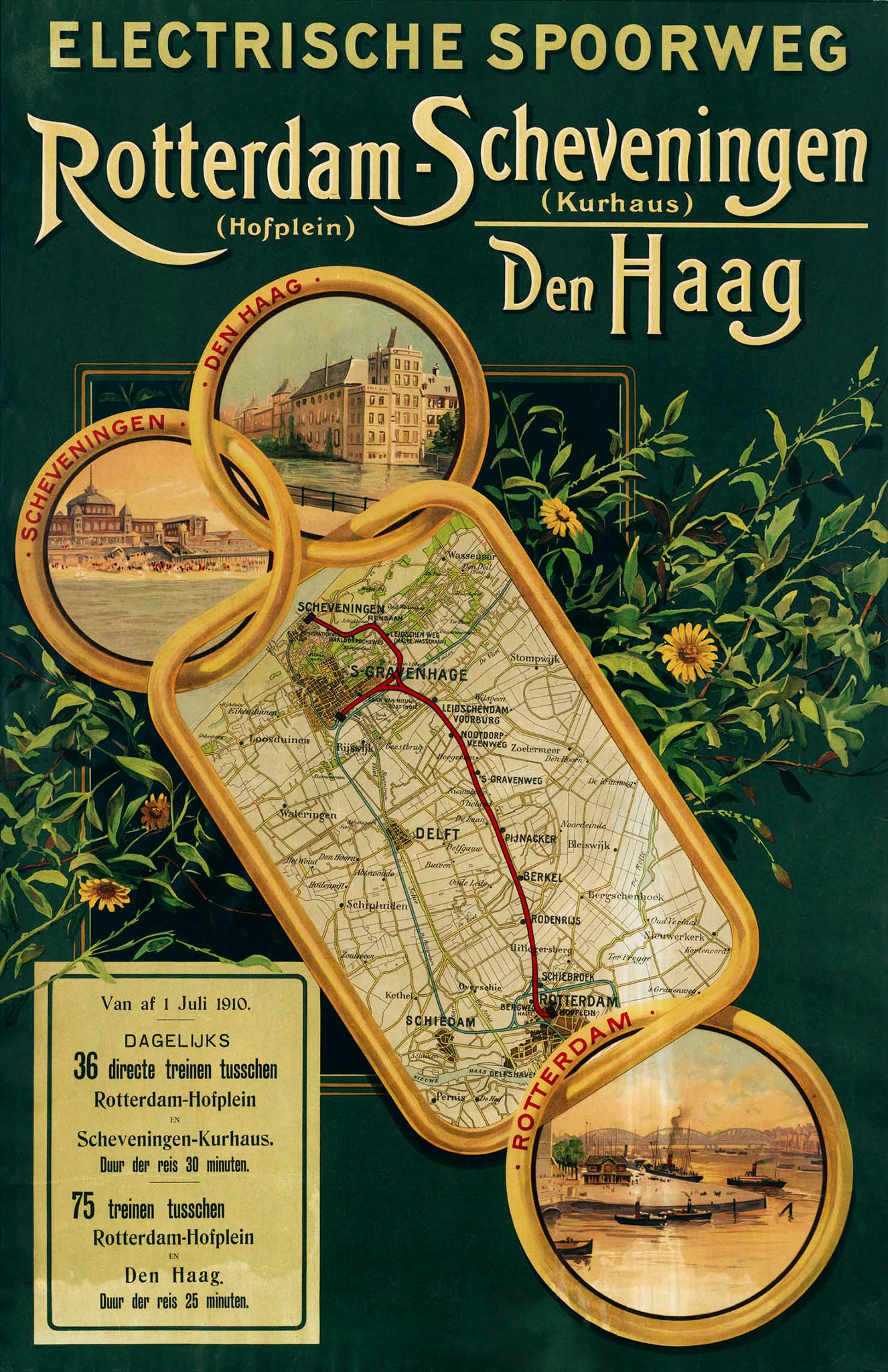
Affiche uit 1910

Station Scheveningen was een spoorwegstation in Scheveningen dat heeft dienstgedaan van 1 mei 1907 tot 4 oktober 1953, aanvankelijk onder de naam Scheveningen Kurhaus. Het was het eindpunt van de Hofpleinlijn, die werd geëxploiteerd vanaf 1908 door de ZHESM, na 1923 door de HSM en na 1938 door de NS. 
Station Scheveningen was gelegen aan de Gevers Deynootweg in Scheveningen en lag daarmee dicht bij het strand. Vanaf 1908 was er een rechtstreekse verbinding naar station Rotterdam Hofplein in het centrum van Rotterdam. Station Scheveningen werd daarom veel gebruikt door Rotterdammers die het Noordzeestrand wilden bezoeken. Naast deze rechtstreekse verbinding had Scheveningen ook treinen naar, van of via Den Haag Hollands Spoor. 

Op 3 april 1943 werd de lijn naar Scheveningen op last van de Duitse bezetters gesloten, omdat die in Scheveningen binnen het Sperrgebiet van de Atlantikwall lag. Na de Tweede Wereldoorlog werd het station hersteld van de oorlogsschade en is de lijn nog van 15 juni 1947 tot 4 oktober 1953 in dienst geweest, waarna hij definitief werd gesloten. Het station werd daarop afgebroken. Het parkeerterrein werd aangelegd en bleef tot 1990. Op die plek werden een hotel, een parkeergarage en appartementen gebouwd.. Tussen Scheveningen en de Oude Waalsdorperweg is het traject nu fietspad.  

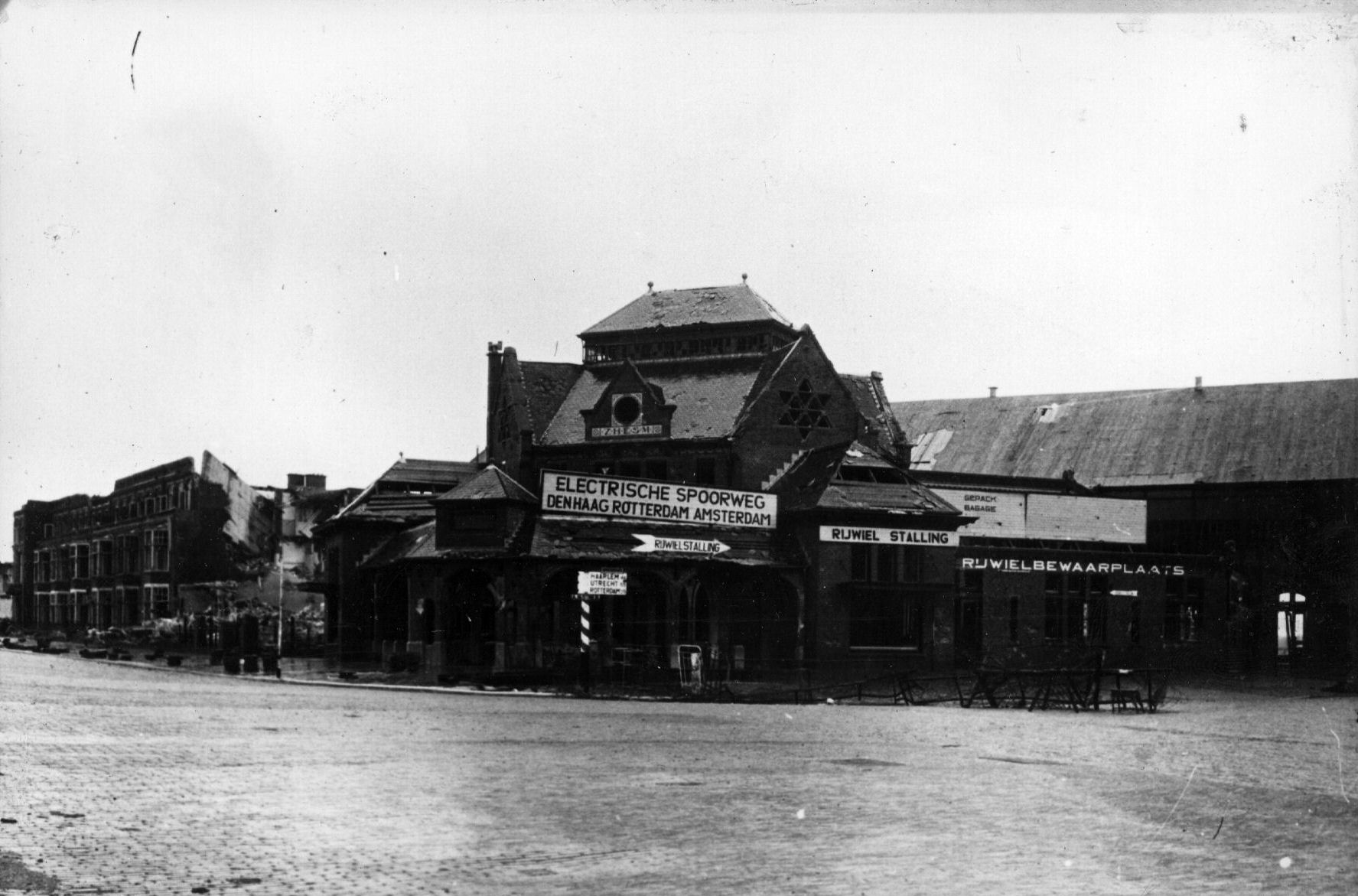
Na de bevrijding, 1945
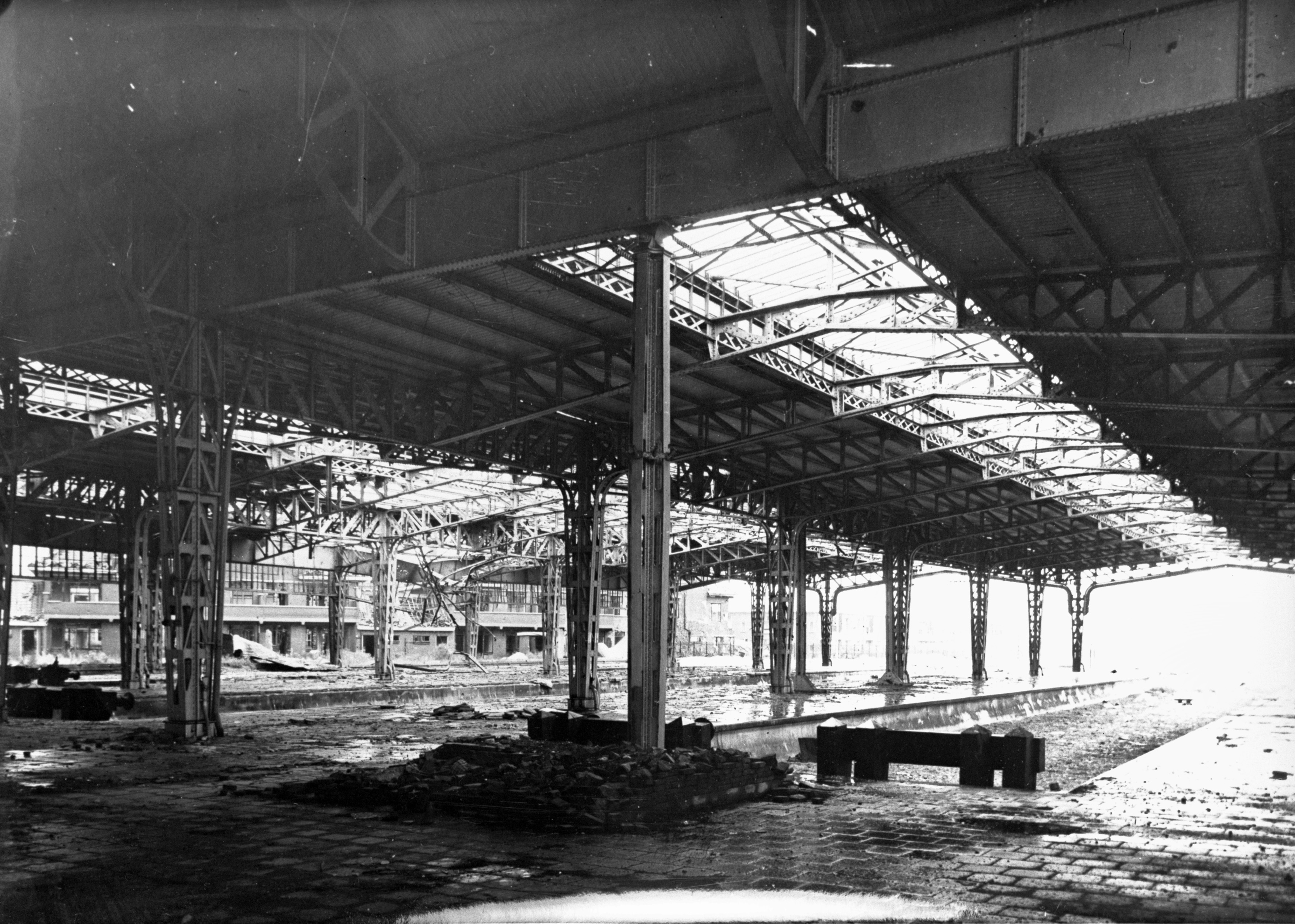
Oorlogsschade, 1945
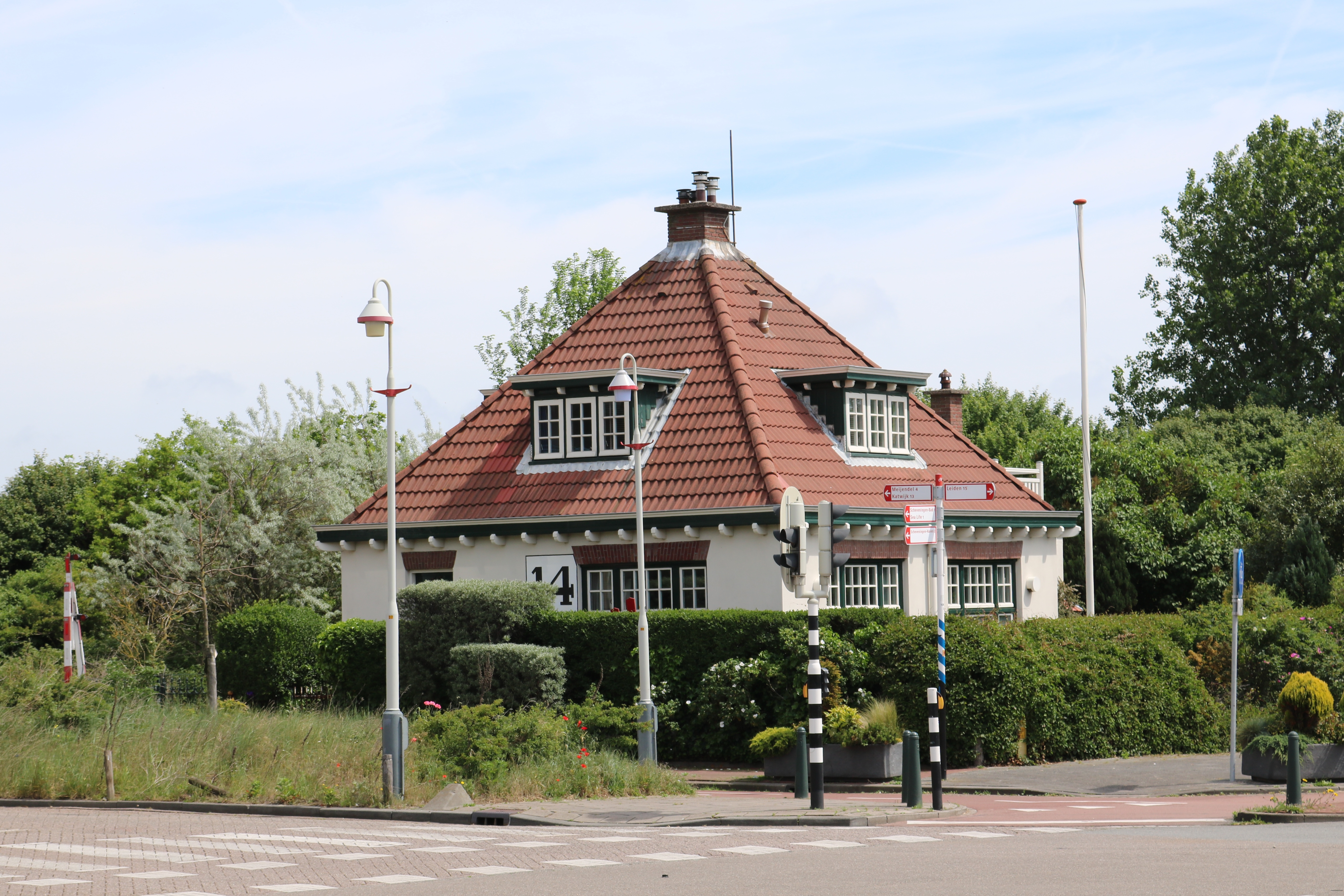
Ploegbaaswoning bij het voormalige station, 2017

0: Rotterdam Hofplein ·
1: Rotterdam Bergweg ·
3: Rotterdam Kleiweg (eerder: Schiebroek) ·
4: Rotterdam Wilgenplas ·
5: Berkel en Rodenrijs (eerder: Rodenrijs) ·
6: Berkel ·
8: Pijnacker ·
11: Nootdorp Oost ·
15: Veenweg ·
17: Leidschendam-Voorburg ·
19: Voorburg 't Loo ·
20: Den Haag Laan van NOI ·
22: Den Haag HS ·
22: Den Haag Centraal
Traject naar Scheveningen: 
23: Wassenaar ·
24: Renbaan-Achterweg ·
26: Waalsdorpscheweg ·
27: Wittebrug-Pompstation ·
28: Scheveningen
Alphen a/d Rijn ·
Arkel · 
Barendrecht · 
Bodegraven · 
Boskoop · 
-Snijdelwijk · 
Boven Hardinxveld · 
Capelle Schollevaar · 
De Vink · 
Delft · 
-Campus · 
Den Haag:
-Centraal · 
-HS ·
-Laan van NOI · 
-Mariahoeve · 
-Moerwijk · 
-Ypenburg · 
Dordrecht · 
-Stadspolders ·
-Zuid ·
Gorinchem · 
Gouda · 
-Goverwelle · 
Hardinxveld:
-Blauwe Zoom · 
-Giessendam · 
Hillegom · 
Lansingerland-Zoetermeer · 
Leiden:
-Centraal · 
-Lammenschans · 
Nieuwerkerk a/d IJssel · 
Rijswijk · 
Rotterdam:
-Alexander · 
-Blaak · 
-Centraal · 
-Lombardijen · 
-Noord · 
-Stadion · 
-Zuid · 
Sassenheim · 
Schiedam Centrum · 
Sliedrecht · 
-Baanhoek · 
Voorburg · 
Voorhout · 
Voorschoten ·
Waddinxveen · 
-Noord ·
-Triangel ·
Zoetermeer · 
-Oost · 
Zwijndrecht
Geplande stations:
Gorinchem Noord · Hazerswoude-Koudekerk · Schiedam Kethel
Voormalige stations: zie de lijst van voormalige spoorwegstations in Zuid-Holland